# إد كوك
إد كوك (بالإنجليزية: Ed Cook)‏ هو لاعب كرة قدم أمريكية أمريكي، ولد في 29 يونيو 1932 في فيلادلفيا في الولايات المتحدة، وتوفي في 7 سبتمبر 2007.

## وصلات خارجية
- إد كوك على موقع مرجع كرة القدم المحترفة.كوم (الإنجليزية)